# Хань Пэн (кёрлингист)
Хань Пэн (кит. упр. 韩鹏, пиньинь Hán Péng; род. 13 октября 1996) — китайский кёрлингист.
В составе мужской команды Китая бронзовый призёр Тихоокеанско-азиатского чемпионата 2019.
Играет на позициях третьего и четвёртого.

## Достижения
- Тихоокеанско-азиатский чемпионат по кёрлингу: бронза (2019).

## Команды
| Сезон   | Четвёртый   | Третий      | Второй        | Первый        | Запасной                                    | Турниры            |
| ------- | ----------- | ----------- | ------------- | ------------- | ------------------------------------------- | ------------------ |
| 2018—19 | Тянь Цзяфэн | Хань Пэн    | Wang Xiangkun | Zhang Wen Xin |                                             | [ 3 ]              |
| 2019—20 | Цзоу Цян    | Ван Чжиюй   | Тянь Цзяфэн   | Сюй Цзинтао   | Хань Пэн тренеры: Сёрен Гран, Марко Мариани | ТАЧ 2019           |
| 2019—20 | Хань Пэн    | Guan Tianqi | Tian Yu       | Kong Ziming   |                                             | [ 4 ]              |
| 2020—21 | Цзоу Цян    | Тянь Цзяфэн | Ван Чжиюй     | Сюй Цзинтао   | Хань Пэн тренер: Сёрен Гран                 | ЧМ 2021 (14 место) |

(скипы выделены полужирным шрифтом)